# Paramagnetismo de Van Vleck
En fisicoquímica, el paramagnetismo de Van Vleck se refiere a una contribución positiva a la susceptibilidad magnética, independiente de la temperatura. En los materiales donde este efecto domina, el efecto es muy diferente al de los materiales paramagnéticos usuales que siguen la ley de Curie (susceptibilidad inversamente proporcional a la temperatura).
La primera descripción teórica del fenómeno fue desarrollada por John Hasbrouck van Vleck en el auge del desarrollo de una descripción cuántica del magnetismo. La susceptibilidad de Van Vleck viene de correcciones al efecto Zeeman, en segundo orden en el desarrollo de la energía en función del campo magnético. Este efecto es importante para explicar la respuesta magnética de algunas sales de tierras raras.

## Ecuación estadística
Se parte del siguiente par de aproximaciones: 
- es posible expresar la energía Wi de cada nivel i del total de n niveles como serie de potencias en función de la intensidad de campo magnético H:

{\displaystyle W_{i}=W_{i}^{(0)}+W_{i}^{(1)}H+W_{i}^{(2)}H^{2}\ldots }

- la susceptibilidad magnética es independiente del campo. En la práctica esto suele traducirse en que la ecuación sólo es aplicable a sistemas lejos de la saturación y en los que la interacción entre centros magnéticos es despreciable.

La segunda aproximación es equivalente a descartar los términos de orden igual o superior a tres en la primera expresión: la primera derivada de la energía frente al campo se relaciona con el momento magnético y la segunda con la susceptibilidad.
A partir de estas aproximaciones es posible llegar a la ecuación de van Vleck:
{\displaystyle \chi _{\rm {VV}}=n\left[{\frac {\displaystyle \sum _{i=1}^{n}\left({\frac {\left(W_{i}^{(1)}\right)^{2}}{kT}}-2W_{i}^{(2)}\right)\exp \left(-{\frac {W_{i}^{(0)}}{kT}}\right)}{\displaystyle \sum _{i=1}^{n}\exp \left(-{\frac {W_{i}^{(0)}}{kT}}\right)}}\right]}
donde:
- k es la constante de Boltzmann
- T es la temperatura  y
- n es el número de átomos por unidad de volumen.

Bajo la interacción de Zeeman, los términos perturbativos se pueden escribir como {\displaystyle W_{i}^{(1)}=\langle i|V_{\rm {Z}}|i\rangle }, y
{\displaystyle W_{i}^{(2)}=\sum _{j(i\neq j)}{\frac {|\langle i|V_{\rm {Z}}|j\rangle |^{2}}{E_{i}-E_{j}}}},
donde {\displaystyle V_{\rm {Z}}\propto L_{z}+gS_{z}} es la interacción de Zeeman, Lz es el operador momento angular en la dirección del campo, gSz es la proyección del espín en la dirección del campo multiplicada por el factor-g y Ei indica la energía a campo magnético nulo del estado {\displaystyle |i\rangle }.

## Sistemas de interés
Si el estado fundamental no tiene momento magnético y el estado excitado próximo con momento magnético no nulo se encuentra a una energía muy superior a kT, la única contribución significativa a la susceptibilidad proviene de los términos W(2)i de i>1. Puesto que todos los términos que dependen de la temperatura se anulan. Lo que resulta en una susceptibilidad paramagnética independiente de la temperatura. Este efecto es de especial relevancia cuando es la única contribución al magnetismo, pero en general puede ser una corrección significativa a la susceptibilidad de muchos sistemas, comparable en orden de magnitud a la corrección diamagnética que se calcula con las tablas de Pascal, sólo que de signo opuesto.